# Miernik cyfrowy

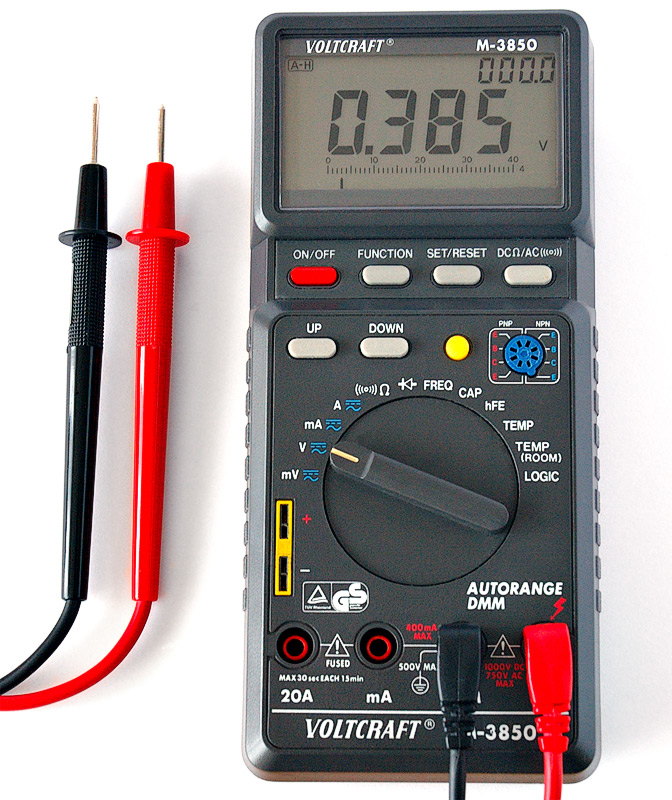
Cyfrowy miernik uniwersalny

Miernik cyfrowy – miernik, w którym pomiar wielkości następuje w dyskretnych odstępach czasu. W takim mierniku mierzona wielkość zazwyczaj jest kodowana i wyświetlana w formie cyfrowej, choć nie jest to regułą. Przykładem miernika cyfrowego ze wskazaniem wskazówkowym jest zegar wskazówkowy.
W potocznym rozumieniu mierniki cyfrowe określa się czasem mianem multimetru. Jest to niepoprawne określenie, ponieważ multimetr jest to wyłącznie miernik służący do pomiaru wielu wielkości, i może być on zarówno miernikiem analogowym, jak i cyfrowym.